# Rock 'n' Roll Is King
"Rock 'n' Roll Is King" je skladba anglické rockové skupiny Electric Light Orchestra. Vydána byla jako singl v roce 1983 z jejich alba Secret Messages. S touto skladbou se skupina po hudební stránce vrátila ke svým rockovým kořenům. Skladba také obsahuje houslové sólo, které zahrál Mik Kaminski.
V britském žebříčku UK Singles Chart obsadil singl 13. místo a 19. místo v americkém žebříčku Billboard Hot 100.

## Seznam skladeb
- 7 "

1. "Rock 'n' Roll Is King"
2. "After All"

## Pozice v žebříčcích
| Žebříček (1983)                 | Vrcholová pozice |
| ------------------------------- | ---------------- |
| Austrálie (Kent Music Report)   | 13               |
| Belgie (VRT Top 30 Flandry)     | 5                |
| Nizozemsko (Dutch Top 40)       | 4                |
| Irsko (IRMA)                    | 4                |
| Jižní Afrika (Springbok Radio)  | 7                |
| Kanada (Chum)                   | 4                |
| Německo (Media Control Charts)  | 17               |
| Nový Zéland (RIANZ)             | 17               |
| Norsko (VG-lista)               | 6                |
| Polsko (LP3)                    | 2                |
| Španělsko (AFYVE)               | 30               |
| Švýcarsko (Schweizer Hitparade) | 8                |
| Švédsko (sverigetopplistan)     | 20               |
| USA (Adult Contemporary)        | 36               |
| USA (Billboard Hot 100)         | 19               |
| USA (Top Tracks)                | 19               |
| USA (Cash Box)                  | 22               |